# Криви торањ у Пизи
Криви торањ у Пизи (италијански: Torre pendente di Pisa или једнoставно Torre di Pisa), је звоник Kатедрале у Пизи, Италија, на тргу који се зове Кампо де Мираколи (Campo dei Miracoli). Требало је да звоник буде потпуно вертикалан, али је почео да се криви непосредно после почетка изградње торња у августу 1173. године. Висина торња од земље до ниже стране је 55.86 метара, а од земље до више стране је 56.7 метара. Дебљина зидова при дну је 4.09 m, а при врху 2.48 m. Торањ је искривљен за 5.5%. Маса торња је процењена на око 14.453 тоне. Звоник има 294 степеника.
Кула је почела да се нагиње током градње у 12. веку због меког тла које није могло адекватно да поднесе тежину конструкције, и то се погоршало до завршетка градње у 14. веку. До 1990. године нагиб је достигао 5,5 степени. Конструкција је стабилизована санирајућим радом између 1993. и 2001. године, чиме је нагиб смањен на 3,97 степени.

## Изградња торња
Темеље торња је поставио чувени архитекта Бонано Писано (Bonanno Pisano) 1173. године и на њему радио до 1185. када је изненада нестао, остављајући грађевину са само три и по спрата висине. Не постоје тачни подаци о томе да ли је Бонано зауставио радове због тога што је схватио да се Торањ нагиње или је можда умро. Тако је Торањ, напола завршен, стајао пуних 90 година све док се други архитекта, Гуљељмо де Инстрик, није посветио овом пројекту. Године 1250. чак неколико архитеката је покушало да га исправи, али је он и даље тонуо. Изградња је довршена 1360. године.

## Исправљање торња
До 1990. године, торањ у Пизи се толико накривио да су званичници морали да га затворе за посетиоце и покрену санационе радове. Инжењери су успели да смање нагиб за 44 центиметра, вративши торањ у положај који је имао 1838. године. Криви торањ у Пизи поново је отворен за посетиоце и туристе у децембру 2001. године.
Када су инжењери започели подухват, прво су због обезбеђења опасали колоса јаком челичном ужади. Торањ се и даље нагињао и једини начин да се он учврсти и у таквом положају остане и следећи миленијум, био је да се темељи изнова направе. Стручњаци су веома опрезно копали испод торња вадећи велике количине земље. Затим је торањ исправљен уз помоћ неколико тона тешких тегова.
"Вратили смо свету једно од највреднијих уметничких дела", рекао је архитекта Микеле Јамиолковски. „Спасилачка акција“ коштала је преко 50 милиона немачких марака.

## Преживљавање земљотреса
Торањ је преживео најмање четири јака земљотреса од 1280. године. Инжењерско истраживање из 2018. године је закључило да је торањ издржао потресе због динамичке интеракције између тла и структуре: висина и крутост торња у комбинацији са мекоћом темељног тла утичу на вибрационе карактеристике на такав начин да не резонира са земљотресним кретањем тла. Исто меко тло које је изазвало нагињање и довело торањ до ивице урушавања помогло му је да опстане.

## Технички подаци
- Географске координате: 43° 43′ 23″ С; 10° 23′ 47″ И / 43.7231° С; 10.3964° И
- Надморска висина „Трга Чуда“ (Piazza dei Miracoli): око 2 метра.
- Висина торња: 55,863 m (183 ft 3 5⁄16 in),[9] 8 спратова[10]
- Висина од темељног спрата: 58,36 m (191 ft 5 1⁄2 in)[11]
- Спољашњи пречник основе: 15,484 m (50 ft 9 5⁄8 in)[9]
- Унутрашњи пречник основе: 7,368 m (24 ft 2 1⁄16 in)[9]
- Угао нагиба: 3,97 степена[12] or 39 m (127 ft 11 in) from the vertical[13]
- Тежина: 14.700 metric tons (16.200 short tons)[14]
- Дебљина зидова основе: 2,44 m (8 ft 0 in)
- Правац кривљења: 1173-1250 северно, 1272-1997 јужно
- Број звона: 7, подешених на музичкoj лествици,[15], у смеру казаљки на сату
  - Прво звоно: , направљено 1654. године, маса је 3.620 kg (7.981 lb).
  - Друго звоно: , направљено 1572. године, маса је 2.462 kg (5.428 lb).
  - Треће звоно: San Ranieri, прављено од 1719. до 1721. године од стране Ђиованија Андреа Моренија, маса је 1.448 kg (3.192 lb).
  - Четврто звоно: , направљено 1473. године, маса је 300 kg (661 lb).
  - Пето звоно: , направљено 1262. године,[16] од стране Лотеринга маса је 1.014 kg (2.235 lb).
  - Шесто звоно: , направљено 1501. године од стране Никола ди Јакопа, маса је 1.000 kg (2.205 lb).
  - Седмо звоно: , направљено 1606. године, маса је 652 kg (1.437 lb).[17]
- Број степеника до врха: 296[18] или 294 (последњи спрат има две степенице мање на северно-источној страни).

Пето звоно се назива Паскуареција што потиче од Ускрса, јер је звонило на дан Ускрса. Међутим, ово звоно је старије од самог звоника и потиче са торња Вергата у Палацо Преторио у Пизи, где се звало Ла Гиустизија (Правда). Звоном се оглашавало погубљење злочинаца и издајника, укључујући грофа Уголина 1289. године. Крајем 18. века у звонику је постављено ново звоно које је заменило поломљену Паскуарецију.
Кружни облик и велика висина звоника били су били неуобичајени за његово време, и крунски звоник се стилски разликује од остатка конструкције. Овај звоник укључује корекцију од 14 cm (5 1⁄2 in) за нагнуту осу испод. Постављање звоника на Пјаца дел Дуомо одступа од аксијалног поравнања катедрале и крстионице на Пјаца дел Дуомо.

## Гинисови светски рекорди
Две немачке цркве довеле су у питање статус торња као најискошеније грађевине на свету наводећи: квадратни Коси торањ у Сурхузену из 15. века и звоник из 14. века у граду Бад Франкенхаузен. Гинисова књига рекорда измерила је куле у Пизи и Сурхузену, утврдивши да је нагиб првог 3,97 степени. У јуну 2010, Гинисова књига рекорда је утврдила да је зграда Капитал капија у Абу Дабију, УАЕ, као „Највише нагнута кула на свету коју је направио човек“; она има нагиб од 18 степени, скоро пет пута већи од торња у Пизи, али је намерно конструисана да буде нагнута. Коси торањ Ванака на Новом Зеланду, такође намерно изграђен закошен, и нагиње се на 53 степена према земљи.